# میروسلاو سوکوپ
میروسلاو سوکوپ (متولد ۱۳ نوامبر ۱۹۶۵) یک مربی فوتبال اهل چکسلواکی سابق است .